# Per Bertilsson
Per Daniel Bertilsson (ur. 4 grudnia 1892 w Drängsered, zm. 18 września 1972 w Göteborgu) – szwedzki gimnastyk, członek szwedzkiej drużyny olimpijskiej w 1912 roku.
Został złotym medalistą olimpijskim w 1912 roku na Letnich Igrzyskach Olimpijskich w Sztokholmie w drużynowych ćwiczeniach „szwedzkich”.
Po Igrzyskach Olimpijskich zamieszkał z żoną Astrid na Kubie, gdzie przez około pięć lat był nauczycielem szermierki w Hawanie. W trakcie swojego pobytu na wyspie skradziono mu zdobyty medal olimpijski. Około 1920 roku powrócił do Göteborga, gdzie został nauczycielem gimnastyki. Zmarł w 1972 roku. Został pochowany na cmentarzu w Drängsered, gdzie się urodził.== Przypisy ==
1. ↑  Per Bertilsson [online], olympedia.org [dostęp 2023-03-06] (ang.).
2. 1 2  Per Daniel BERTILSSON – Olympic Gymnastics Artistic Sweden [online], International Olympic Committee, 15 czerwca 2016 [dostęp 2019-02-15] (ang.).
3. 1 2  Per Daniel Bertilsson – Sveriges Olympiska Kommitté [online], sok.se [dostęp 2019-02-15] (szw.).